# Thomas C. Platt
Thomas C. Platt (Owego, 1833. július 15. – New York, 1910. március 6.) az Amerikai Egyesült Államok szenátora (New York, 1881 és 1897–1909).